# Mosaic de l'Orde Trinitari
El Mosaic de l'Orde Trinitari, conegut com a Signum Ordinis Sanctae Trinitatis és una obra original del mestre Jacobo Cosmedi, famós mosaicista romà de començaments del segle xiii, va ser acabada l'any 1210. Es conserva en perfecte estat a la façana de San Tommaso in Formis, a Roma, on fos la primera Casa de la Santíssima Trinitat a Roma.

## Història i realització
El Mosaic va ser encarregat a Jacobo Cosmeti per sant Joan de Mata, fundador de l'Orde de la Santíssima Trinitat, a començaments del segle xiii per ser col·locat a la façana de la Casa que el papa Innocenci III l' havia regalat a Roma, al turó Celi, a prop de la Basílica de Sant Joan del Laterà. Joan de Mata volia reflectir d'una manera senzilla però directe la visió que va tenir el 28 de gener de 1193, mentre celebrava la seva Primera Missa a la Catedral de París. Aleshores, quan encara cercava la voluntat de Déu, va tenir la visió de Crist en actitud d'alliberar dos captius, un cristià i un altre musulmà. Posteriorment Joan de Mata es va retirar a meditar al desert de Cerfroid, a la vora de París, on va trobar un grup d'ermitans sota la guia de sant Fèlix de Valois. Se li van unir i van formar l'Orde de la Santíssima Trinitat i dels Captius, que el 1198 va rebre l'aprovació d'Innocenci III a Roma.
Segons les cròniques antigues de l'Orde, el papa Innocenci III va quedar meravellat de la visió que Joan de Mata havia rebut, inspiradora de la seva missió redemptora, però caminava poc procliva a permetre nous ordes religiosos. Quan Joan de Mata es va retirar de la seva presència, mentre celebrava la Missa en la seva capella privada, Innocenci III va tenir la mateixa visió. Va manar trucar a Joan de Mata i el va garantir estudiar amb deteniment el projecte que l'havia presentat procedent de l'arrel de la caritat.

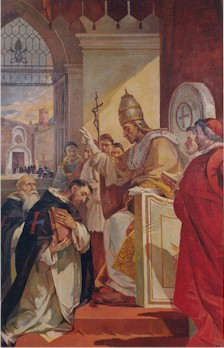
Innocenci III aprova l'Orde Trinitari. Al fons la casa de San Tommaso in Formis.

Amb la butlla Inter cetera beneficia, del 12 de juliol de 1209, Innocenci III, després d'expressar la seva satisfacció en constatar que el Senyor ha incrementat els brots de la nova Orde «d'un mar a un altre», concedeix a perpetuïtat a aquesta, l'hospital i l'església de San Tommaso in Formis a Roma, en el turó Celi, amb totes les seves dependències i possessions que enumera detalladament. A la façana de l'Hospital per a pelegrins i captius és on es va col·locar el Mosaic el 1210, tres anys més tard, el 17 de desembre de 1213, Joan de Mata va morir en aquesta mateixa Domus Trinitatis.
El 1378 el papa Urbà VI es va apropiar novament de San Tommaso in Formis perquè el Ministre General de l'Orde Trinitari, Fr. Joan de la Marche, es va sotmetre a l'obediència del papa d'Avignon Climent VII. Des d'aleshores el lloc que ocupa el Mosaic és propietat del Cabildo Sant Pere. L'Orde Trinitari només posseeix un petit espai al costat de la que va ser la seva primera Casa a Roma, una torrassa en què, segons la tradició, va morir sant Joan de Mata.
Joan de Mata sempre va considerar el Mosaic com un resum del carisma de l'Orde de la Santíssima Trinitat i per això va manar que aparegués a tots els segells dels Ministres majors i locals. Així ha estat fins al dia d'avui. El fet que Joan de Mata col·loqués aquest Mosaic a tan pocs metres de la Basílica de Sant Joan del Laterà, residència del papa durant molts segles, i en plena època de la croada, suposa tot un atreviment que ens suggereix la importància que per a ell tenia aquest símbol i la seva relació intrínseca amb la missió de l'Orde Trinitari. Actualment els trinitaris de tot el món continuen considerant aquest Mosaic un signe evident del carisma trinitari, presentat de maneres més modernws és encara visible a tots els documents oficials y llocs en què es trobi la presència de l'Orde.

## Descripció
De forma circular (176 cm de diàmetre), el medalló de mosaic està envoltat per la inscripció Signum Ordinis Sanctae Trinitatis et Captivorum, i es troba col·locat a la façana sobre la porta principal de l'església de San Tommaso in Formis. Els autors Cosmati, van deixar la seva signatura gravada sobre l'arc de l'entrada: MAGISTER JACOBUS CUM FILIO SUO COSMATO FECIT HCO OPUS (mestre Jacobo va fer aquesta obra junt amb el seu fill Cosme).
En el centre del Mosaic estan representades tres figures: 
- Crist Pantocràtor, en estil romà d'Orient, però no estàtic sinó en moviment, expressat pels seus braços oberts que s'estenen cap a les altres figures del conjunt, les pren de la seva mà en actitud d'alliberació. La túnica és vermella i el mantell és blau, la qual cosa significa la divinitat revestida d'humanitat, al·ludint a l'aparença humana de Crist.
- Captiu cristià. Es reconeix la seva afiliació religiosa en la qual sosté amb la seva mà esquerra un estendard que culmina en una creu roja i blava. La mà dreta la té presa per Crist i està en posició de respecte i humilitat. Als peus té unes cadenes que el lliguen a la base sobre la qual seu el Pantocràtor.
- Captiu musulmà. S'entén ésser musulmà que en el segle xiii així eren considerats els que no fossin cristians. És de pell negra, la seva mà esquerra està subjectada per la de Crist, però en posició de rebuig -cap amunt, en lloc de cap avall com la de l'altre captiu-, i la seva mà dreta subjecta l'extrem de la cadena que li agafa els peus.

La teologia subjacent a aquesta imatge ens parla de l'alliberació exercida per Crist, que arriba a tothom, creguin o no en Ell, i que es converteix en la missió dels trinitaris, la nova Orde fundada per Joan de Mata que realitzarà la mateixa labor que Crist], intercanviar als captius per donar a tots la llibertat.
Durant el barroc, per qüestions merament teològiques, que no admetien fàcilment una teofania en la visió de Joan de Mata, la imatgeria va substituir Crist Redemptor per un àngel, i així pot trobar-se a moltes de les representacions de la inspiració de l'Orde o de la Primera Missa de Joan de Mata.